# Історія Гренади
Гренада — маленька острівна держава в східній частині Карибського моря в Америці. Її історія тісно зв'язана з колоніяльним проникненням європейців до Америки.

## Доколумбів період
Перше відоме населення Гренади — індіанці — араваки. До 15 ст. їх повністю витіснили кариби.

## Колоніальний період

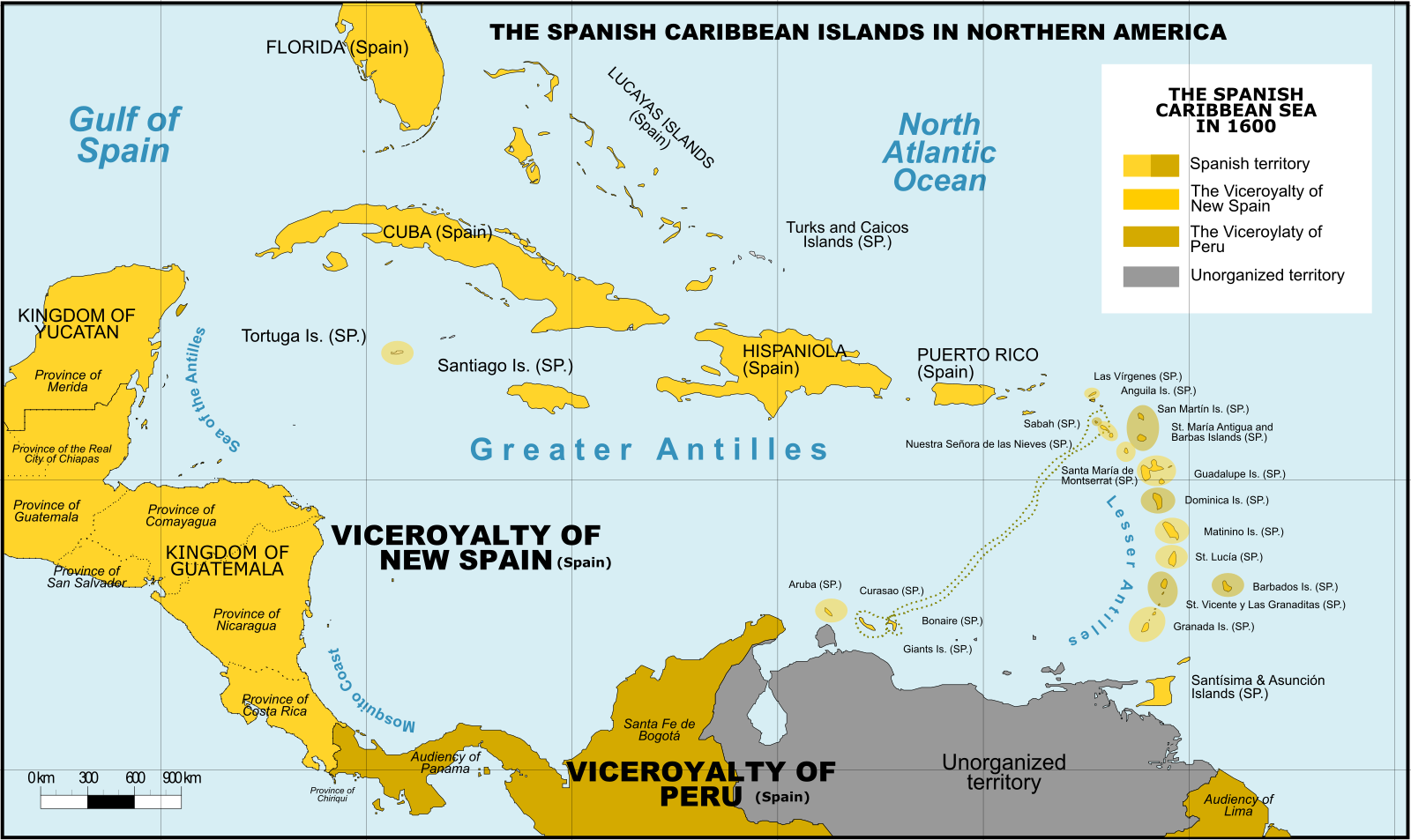
Володіння Іспанії в Карибському морі. 1600 р.

Острів відкрив Х.Колумб 15 серпня 1498 р. і дав йому назву Консепсьйон. Назву Ґренада він отримав пізніше.
1650 р. острів був куплений Францією в Іспанії. Аборигени — кариби відчайдушно чинили опір прибульцям. Однак у 1655 р. французи оточили останніх карибів, що залишились на Гренаді і запропонували їм здатися. Але індіанці вибрали смерть у морі замість полону. Французький губернатор Мартиніки заснував на острові найбільше поселення європейців, що стало потім столицею Гренади — містом Сент-Джорджес. 1674 р. Гренада офіційно стала володінням французької корони. Під час Семирічної війни 1756—1763 рр. острів захопили британці і він за мирним договором відійшов англійцям. 1779 р. Франція відвоювала його, але за мирним договором 1783 змушена була все-таки віддати знову.
Гренада офіційно стала колонією Великої Британії на 200 років.
З появою європейців на Гренаді виникли великі плантації бавовни, какао, кави, мускатного горіха. Маючи потребу в робочих руках, французькі та англійські землевласники, завозили з Африки чорношкірих рабів та використовували їх працю. Багато невільників працювали прислугою в білих. Негритянське населення острова швидко збільшувалось, склавши великий відсоток гренадців. У 1795 р. вибухнуло повстання рабів на чолі з Жюльєном Федоном. Але наступного року британські війська його придушили. Остаточно рабство на острові було скасоване лише 1838 р.
У 1833—1960 рр. Гренада входила до складу британської колонії Підвітряних островів. Хоча вона була аграрним придатком метрополії, тут розвивалась і місцева промисловість. Виникли заводи з переробки цукрової тростини, виробництва рому, очищення бавовни, меблеві і швейні фабрики. Острів приваблював численних туристів, тут будувались готелі і дороги. Все це призвело до того, що у 20-30 -х рр. 20 ст. в Гренаді з'явилась дрібна буржуазія, робітничий клас, а надалі профспілки і політичні партії. Найбільша профспілка — профспілка робітників розумової і фізичної праці — виникла в 1951. Її очолив робітник-активіст Ерік Гейрі. Цього ж 1951 р. Гейрі організував страйк робітників плантацій за покращення умов праці і підвищення платні, який завершився перемогою. Це привело до збільшення авторитету Гейрі. Він заснував свою партію — Партію народу Гренади, перейменовану в 1953 у Об'єднану лейбористьську партію. Вона перемагала на місцевих виборах 1954, 1961, 1967, 1972 років. 1956 колонія отримала від Британії обмежене самоврядування, а 1967 статус «асоційованої держави» з нею.

## Незалежність
7 лютого 1974 р. Гренада проголосила незалежність від В.Британії. Ерік Гейрі став першим прем'єр-міністром незалежної держави. 13 березня 1979, в той час, коли Гейрі був за кордоном з візитом, опозиціонери на чолі з М.Бішопом зробили державний переворот і захопили владу в країні. Вони скористались широким незадоволенням диктаторським стилем правління Гейрі. Уряд Бішопа мав яскраво виражене соціалістичне обличчя, тому швидко пішов на співпрацю з соціалістичними і комуністичними країнами. Співробітництво з Кубою і СРСР призвело до активізації крайніх лівих екстремістів в керівництві Гренади. 19 жовтня 1983 Бішопа і його колег вбили, владу захопив генерал Остін. У відповідь США, занепокоєні утворенням ще однієї комуністичної держави в Америці, організували разом з країнами Карибського регіону інтервенцію в Гренаду.
Режим Остіна був швидко повалений та створено тимчасовий уряд на чолі з Н.Бретвейтом. 4 грудня 1984 прем'єр-міністром став Герберт Блейз. У 1986 р. відбувся суд над заколотниками, причетними до вбивства Бішопа, 14 з них були засуджені до смертної кари.
Протягом 1989—1995 уряди Б.Джонса, Н.Бретвейта і Д.Брізана заступали одне одного. На виборах 20 червня 1995 р. перемогла Нова національна партія, її лідер Кіт Мітчелл став прем'єром. 2008—2013 його змінив Т.Томас. 2013 Мітчелл знову переміг на виборах.